# Вишенское сельское поселение
Вишенское се́льское поселе́ние (укр. Вишенське сільське́ посе́лення, крымскотат. Мушаш кой юрту, Muşaş köy yurtu) — муниципальное образование в Белогорском районе Республики Крым России.
Административный центр — село Вишенное.

## География
Расположено в северной части Белогорского района, к северу от Белогорска, в предгорье Внутренней гряды Крымских гор, в средней части долины Биюк-Карасу, на территории совета находится известный природный памятник Белая скала.

## Население
| 2001  | 2014  | 2015  | 2016  | 2017  | 2018  | 2019  |
| ----- | ----- | ----- | ----- | ----- | ----- | ----- |
| 3003  | ↘2630 | ↗2632 | ↗2658 | ↘2655 | ↗2677 | ↘2647 |
| 2020  | 2021  |       |       |       |       |       |
| ↗2697 | ↗2763 |       |       |       |       |       |

## Состав
В состав сельского поселения входят 3 населённых пункта:
| № | Населённый пункт | Тип населённого пункта       | Население |
| - | ---------------- | ---------------------------- | --------- |
| 1 | Вишенное         | село, административный центр | ↘1753     |
| 2 | Белая Скала      | село                         | ↘632      |
| 3 | Мироновка        | село                         | ↘245      |

## История
До 1926 года был образован Мушашский сельсовет.
Указом Президиума Верховного Совета РСФСР от 21 августа 1945 года он был переименован в Вишенский сельский совет. На 15 июня 1960 года в сельсовете числились следующие сёла:

| - Белая Скала - Вишенное | - Забаштановка - Мироновка | - Солда́тово - Туровка |

Статус и границы Вишенского сельского поселения установлены Законом Республики Крым от 5 июня 2014 года № 15-ЗРК «Об установлении границ муниципальных образований и статусе муниципальных образований в Республике Крым».